# Zeynep Ahunbay
Zeynep Ahunbay (anhörenⓘ; * 20. Juni 1946 in Ünye, Provinz Ordu, Türkei) ist eine türkische Architektin, Spezialistin für Architekturrestaurierung und Architekturhistorikerin.

## Leben
Zeynep Ahunbay studierte bis 1970 Architektur an der İstanbul Teknik Üniversitesi. 1971 wurde sie Assistentin an der Abteilung für Architekturgeschichte und Restaurierung der Architekturfakultät der İstanbul Teknik Üniversitesi und wurde dort 1976 bei Doğan Kuban mit einer Arbeit  zur Sultan Ahmed Külliye in Istanbul promoviert. 1977/78 schloss sie den Masterstudiengang in Konservierung am Institute for Advanced Architectural Studies der University of York in England ab. 1980 wurde sie Docent an der İstanbul Teknik Üniversitesi; von 1988 bis zu ihrem Ruhestand 2013 lehrte sie dort als Professorin für Architekturgeschichte und Restaurierung.
Zu ihren Projekten gehörten u. a. die Restaurierung des Apollon-Tempels in Side (1977–1991), die Wiederherstellung eines Teilstückes der Landmauer von Istanbul (1991–1994, mit ihrem Mann Metin Ahunbay), die Wiederherstellung der Zeyrek Camii (Pantokratorkloster, mit Metin Ahunbay und Robert Ousterhout), Projekte zur Erhaltung der Hagia Sophia in Istanbul und zur Restaurierung der Stadt Hasankeyf.
Sie veröffentlichte zahlreiche Bücher zur Restaurierung und Erhaltung des kulturellen Erbes.